# Municipio de Browns Creek (Kansas)
El municipio de Browns Creek (en inglés: Browns Creek Township) es un municipio ubicado en el condado de Jewell en el estado estadounidense de Kansas. En el año 2010 tenía una población de 50 habitantes y una densidad poblacional de 0,53 personas por km².

## Geografía
El municipio de Browns Creek se encuentra ubicado en las coordenadas 39°36′14″N 98°12′32″O / 39.60389, -98.20889. Según la Oficina del Censo de los Estados Unidos, el municipio tiene una superficie total de 93.46 km², de la cual 93,42 km² corresponden a tierra firme y (0,04 %) 0,04 km² es agua.

## Demografía
Según el censo de 2010, había 50 personas residiendo en el municipio de Browns Creek. La densidad de población era de 0,53 hab./km². De los 50 habitantes, el municipio de Browns Creek estaba compuesto por el 100 % blancos. Del total de la población el 0 % eran hispanos o latinos de cualquier raza.